# 小笠原秀春
小笠原 秀春（おがさわら ひではる　1973年12月17日 - ）は、1990年代後半に活躍した日本のタレント。東京都出身。身長170cm。血液型はB型。

## 来歴
高校生時代に天才・たけしの元気が出るテレビ!!のコーナー「高校生制服対抗ダンス甲子園」に、 学年違いの田中傑幸、永田雅規らと「れいかんやまかんとんちんかん」のメンバーとして出場し、第2回大会で準優勝を飾る。
のちに田辺エージェンシーに所属。
1997年3月31日から第10代いいとも青年隊「With T」のメンバーとして『笑っていいとも!』（フジテレビ）にレギュラー出演。以後、2000年3月31日までの3年間に、歴代いいとも青年隊最多記録となる771回出演を果たした。
いいとも青年隊卒業後、間もなくして芸能界からも引退している。